# 権七勝
権 七勝（クォン・チルスン、韓国語: 권칠승、1965年11月18日 - ）は、韓国の政治家。第20・21・22代韓国国会議員。元京畿道議会議員、元中小ベンチャー企業部長官。
本貫は安東権氏。独立運動家の皇甫善は外祖父。

## 来歴
慶尚北道永川郡（現・永川市）出身。慶北高等学校、高麗大学校経済学科卒。
1988年にサムスングループに公採入社し、その後は東部火災に移り、労働組合の運営委員を務めた。1997年に金大中大統領候補の選挙企画団に参加し、1998年より新政治国民会議、開かれたウリ党中央党事務処勤務、2004年に盧武鉉大統領民政首席秘書室の行政官となった。2010年より第8代京畿道議会議員・企画財政委員会幹事・予算決算委員会委員長、2014年より第9代京畿道議会議員、2016年より華城市丙選挙区選出の国会議員、文在寅国会議員政務特補、共に民主党国民年金公共投資政策推進特別委員会幹事、共に民主党中小企業特別委員会委員長、政策委員会副議長、院内副代表、広報コミュニケーション委員会委員長、第20代国会産業通商資源委員会、産業通商資源中小ベンチャー企業委員会、運営委員会、国会保健福祉委員会委員、地方財政特別委員会委員を歴任した。
2021年1月20日に文在寅大統領により中小ベンチャー企業部長官に指名された。同年2月4日に任命された。

## エピソード
2018年12月、権は共に民主党の「相乗り・タクシー」タスクフォースに所属しており、両業界の対立の仲裁を担当したが、同月14日に権の補佐官はその月の初に相乗りサービスを運営するカカオモビリティに転職したことがわかったため、権が片方の業界に肩を入れるではないかと議論を起こした。結局、権は同月18日にタスクフォースから脱退した。
2023年6月5日、共に民主党首席スポークスマンを務めた権は民主党革新委員長の内定者が過去に天安沈没事件を「アメリカの覇権勢力が操作した自爆事件」と表現したことに、天安の元艦長の崔元一をはじめとする元乗員と遺族が抗議したことについて、「何の顔でそんな話をしたのか。部下を全部殺してとんでもない」と暴言を吐いた。これに対し、崔は「刑事告発をする」と応酬した。6月16日、権は侮辱および名誉毀損の疑いで事件の生存者と遺族により警察に告発された。